# Форкс (Вашингтон)
Форкс (енгл. Forks) град је у америчкој савезној држави Вашингтон. По попису становништва из 2010. у њему је живело 3.532 становника.

## Демографија
Према попису становништва из 2010. у граду је живело 3.532 становника, што је 412 (13,2%) становника више него 2000. године.
| Група             | 2000.         | 2010.         |
| Белци             | 2.372 (76,0%) | 2.237 (63,3%) |
| Афроамериканци    | 13 (0,4%)     | 16 (0,5%)     |
| Азијати           | 47 (1,5%)     | 42 (1,2%)     |
| Хиспаноамериканци | 485 (15,5%)   | 914 (25,9%)   |
| Укупно            | 3.120         | 3.532         |